# Jin Goo
Jin Goo est un acteur sud-coréen né le 20 juillet 1980. Il a remporté le prix de meilleur second rôle aux Grand Bell Awards pour son rôle dans le film noir et thriller de Boong Joon-ho, Mother. Il est aussi mieux connu pour son rôle dans le drama à succès Descendants of the Sun.

## Carrière
Jin Goo a fait ses débuts à la télévision en 2003 avec le drama All In, dans le rôle du personnage de Lee Byung-hun dans sa jeunesse. Ils se réunissent à l'écran dans le film noir de Kim Jee-woon, A Bittersweet Life, et Jin rejoignera plus tard Lee quand il aura créé sa propre agence de management, la BH Entertainement.
En 2005, Jin a joué dans le drama one-shot Saya, Saya, adapté du roman écrit par Shin Kyung-sook qui raconte l'histoire d'une mère et son fils qui sont tous les deux sourds. Le drama a remporté le meilleur prix dans la catégorie téléfilm/minisérie du Prix Italia et le jury en a fait l'éloge comme une "magique, émouvante et poétique histoire à propos du pouvoir de l'amour avec un jeu d'acteur de grande qualité."
Après avoir fait une apparition en tant qu'invité pour les webisodes du drama japonais Joshi Deka! où il jouait un professeur de coréen, Jin est retourné sur la télévision coréenne avec la série Spotlight diffusée en 2008, qui montre un aspect des vies dans le milieu des news reporters couvrant les actualités de la ville. Pour préparer son rôle, Jin a suivi un jeune reporter durant une journée, et a réalisé qu'ils n'avaient même pas le temps de prendre une douche ou de se laver les mains,.
Bien qu'il ait joué dans le film d'amour et de mystère qui n'a pas fait beaucoup parler de lui The ESP Couple, Jin  s'est fait une réputation de jouer des personnages forts et lunatiques comme le voyou en bas de l'échelle hiérarchique dans A Dirty Carnival de Yoo Ha,, et un serial killer dans Truck. Pour son interprétation d'un mystérieux docteur le film d'art et d'horreur Epitaph, Jin a reçu le trophée de Meilleur Nouvel Acteur de la part du Golden Cinematography Awards,.
Mais la percée de Jin sera acclamé par la critique grâce à son second rôle en 2009 dans le film Mother,. Sa performance dans le thriller de Bong Joon-ho lui a valu la reconnaissance du Grand Bell Awards, de l'Université Festival du Film de Corée, et du Blue Dragon Film Awards,,.
En 2010, Jin a abandonné son image de dur à cuire pour jouer un chef en herbe terre-à-terre dans Le Grand Chef 2: Kimchi Battle (en). Il a déclaré que le film était un plaisir à faire car cuisiner est l'un de ses hobbies, bien que jouer un chef professionnel implique de subir "200 heures à couper des radis en petits morceaux" afin de perfectionner le mouvement. Il a ajouté qu'après le tournage, il était capable de faire du kimchi avec sa mère, ce qui s'est avéré être une expérience mémorable,.
2011 a été une année très chargée pour Jin. En plus d'apparaître dans le thriller conspirationniste Moby Dick, il a tenu un rôle principal en tant que l'un des trois soldats désespérés de la période Joseon dans le film The Showdown (en). Il a également fait ses débuts sur scène en jouant Nathan dans une version coréenne de la comédie musicale Blanches colombes et vilains messieurs,,,.
Il a ensuite joué dans le film 26 Years (en), basé sur le manhwa de Kang Full qui porte sur un complot visant à assassiner l'homme responsable du soulèvement de Gwangju. Jin fut relié au projet depuis la pré-production qui a commencé en 2008, mais les investisseurs se sont retirés dues au contenu politiquement controversé. Des donations en ligne de la part de milliers de particuliers ont permis de faire reprendre le tournage en 2012. Jin était le seul restant du casting original; initialement casté pour jouer le jeune policier, il a pris une place plus centrale en incarnant un gangster.
En 2013, il a joué le personnage principal de la série télévisée Ad Genius Lee Tae-baek (en), une success story  sur un homme de la campagne qui arrive à Séoul avec rien sauf l'équivalent de notre[Qui ?] bac et un don pour le dessin. Grâce à son dur travail, il arrive à devenir le meilleur publicitaire et directeur artistique de la boîte.
Les seconds rôles ont suivi avec le thriller The Target, la période du blockbuster The Admiral: Roaring Courants, et le nostalgique drame musical C'est Si Bon. En 2015, Jin a joué dans Northern Limit Line, un thriller sur la marine durant la Deuxième Bataille de Yeonpyeong. Il a ensuite été casté pour jouer un soldat élite des forces spéciales dans le drama Descendants of the Sun, écrit par Kim Eun-sook (en).

## Vie privée
Il s'est marié avec sa petite amie Kim Ji-hye, inconnue du grand public, le 21 septembre 2014,,,,,. Il a deux fils, né en juin 2015 et en novembre 2016.

## Filmographie

### Films
| Année | Titre                          | Rôle                                           |
| ----- | ------------------------------ | ---------------------------------------------- |
| 2003  | Romantic Assassins             | Un assassin                                    |
| 2003  | 1+1=6 (court-métrage)          |                                                |
| 2005  | A Bittersweet Life             | Min-gi                                         |
| 2006  | A Dirty Carnival               | Jong-soo                                       |
| 2006  | Ice Bar                        | In-baek                                        |
| 2006  | Love Me Not                    | Mickey/Tae-ho                                  |
| 2007  | Epitaph                        | Park Jung-nam                                  |
| 2008  | Truck                          | Kim Young-ho                                   |
| 2008  | The ESP Couple                 | Su-min                                         |
| 2009  | Mother                         | Jin-tae                                        |
| 2010  | Le Grand Chef 2: Kimchi Battle | Seong-chan                                     |
| 2011  | The Showdown                   | Do-young                                       |
| 2011  | Moby Dick                      | Yoon Hyuk                                      |
| 2011  | Always                         | Propriétaire d'une boutique de poterie (caméo) |
| 2012  | 26 Years                       | Kwak Jin-bae                                   |
| 2014  | The Target                     | Baek Sung-hoon                                 |
| 2014  | The Admiral: Roaring Currents  | Lim Jun-young                                  |
| 2014  | Late Spring                    |                                                |
| 2015  | C'est Si Bon                   | Lee Jang-hee (20s)                             |
| 2015  | Northern Limit Line            | Han Sang-gook                                  |
| 2016  | One Line                       | à annoncer                                     |

### Séries télévisées
| Année | Titre                                         | Rôle                                          | Chaîne |
| ----- | --------------------------------------------- | --------------------------------------------- | ------ |
| 2003  | All In                                        | Kim In-ha jeune                               | SBS    |
| 2004  | MBC Best Theater "Where Are Arrows We Shoot?" | Jin-ho                                        | MBC    |
| 2004  | Nonstop 5                                     | Jin Goo                                       | MBC    |
| 2004  | MBC Best Theater "Oshio Ddeokbokki"           |                                               | MBC    |
| 2005  | HDTV Literature "Saya, Saya (Bird, Bird)"     |                                               | KBS1   |
| 2007  | Joshi Deka!                                   | (guest star, épisode 10 et webisodes)         | TBS    |
| 2008  | Spotlight                                     | Lee Seon-chul                                 | MBC    |
| 2008  | Tokyo Sun Shower                              | Park Sang-gil                                 | SBS    |
| 2009  | Swallow the Sun                               | Kim Il-hwan jeune                             | SBS    |
| 2010  | Athena: Goddess of War                        | Black agent Jang Hyuk-joon (caméo, épisode 7) | SBS    |
| 2013  | Ad Genius Lee Tae-baek                        | Lee Tae-baek                                  | KBS2   |
| 2015  | Falling for Innocence                         | Ma Dong-wook (guest star)                     | jTBC   |
| 2016  | Descendants of the Sun                        | Seo Dae-young                                 | KBS2   |

### Clips
| Année | Titre de la chanson    | Artiste       |
| ----- | ---------------------- | ------------- |
| 2007  | "Sonata of Temptation" | Ivy           |
| 2009  | "Stupid"               | Yoon Seo-jin  |
| 2013  | "V"                    | Lee Jung-hyun |

## Comédies musicales
| Année | Titre                                  | Rôle           |
| ----- | -------------------------------------- | -------------- |
| 2011  | Blanches colombes et vilains messieurs | Nathan Detroit |

## Prix et nominations
| Année | Prix                                       | Catégorie                              | Travail nommé          | Résultat   |
| ----- | ------------------------------------------ | -------------------------------------- | ---------------------- | ---------- |
| 2006  | 27th Blue Dragon Film Awards               | Meilleur nouvel acteur                 | A Dirty Carnival       | Nomination |
| 2006  | 5th Korean Film Awards                     | Meilleur second rôle                   | A Dirty Carnival       | Nomination |
| 2007  | 43rd Baeksang Arts Awards                  | Meilleur nouvel acteur                 | A Dirty Carnival       | Nomination |
| 2008  | 31st Golden Cinematography Awards          | Meilleur nouvel acteur                 | Epitaph                | Lauréat    |
| 2009  | 2nd Korea Junior Star Awards               | Prix spécial                           | NC                     | Lauréat    |
| 2009  | 46th Grand Bell Awards                     | Meilleur second rôle                   | Mother                 | Lauréat    |
| 2009  | 17th Korean Culture & Entertainment Awards | Prix de l'excellence, catégorie acteur | Mother                 | Lauréat    |
| 2009  | 5th University Film Festival of Korea      | Meilleur second rôle                   | Mother                 | Lauréat    |
| 2009  | 30th Blue Dragon Film Awards               | Meilleur second rôle                   | Mother                 | Lauréat    |
| 2011  | KBS 감동대상 (ko) (KBS Cible touchée)      | Prix de l'espoir                       | NC                     | Lauréat    |
| 2013  | 22nd Buil Film Awards                      | Meilleur acteur                        | 26 Years               | Nomination |
| 2014  | 34th Golden Cinema Festival                | Prix spécial du jury                   | 26 Years               | Lauréat    |
| 2015  | 52nd Grand Bell Awards                     | Meilleur second rôle                   | C'est Si Bon           | Nomination |
| 2016  | 52nd Baeksang Arts Awards                  | Acteur le plus populaire (TV)          | Descendants of the Sun | Nomination |
| 2016  | 52nd Baeksang Arts Awards                  | iQiyi Global Star Award                | Descendants of the Sun | Nomination |